# Macaco-prego-de-cabeça-grande
Macaco-prego-de-cabeça-grande (Sapajus apella macrocephalus) é uma subespécie de macaco-prego que ocorre no Brasil, Colômbia, Equador e Peru. Sua ocorrência vai desde o alto rio Amazonas, no leste do Equador e Peru, até o sudeste da Colômbia, oeste do Brasil e centro-norte e nordeste da Bolívia. Provavelmente, é substituído por Sapajus apella na bacia este do rio Madeira, ao norte, na bacia do rio Orinoco e no interflúvio dos rio Solimões e alto rio Negro, e no centro e leste da Colômbia. Habita florestas úmidas de terras baixas, incluindo a mata de igapó, florestas montana até 1800 m de altitude. Já foi considerado subespécie de Sapajus apella. Entretanto, a definição como espécie inclui outras subespécies de macacos-pregos, e tem como sinônimos:
- Simia fatuellus
- Cebus fatuellus peruanus
- Cebus apella peruanus
- Cebus apella maranonis
- Cebus pallidus
- Cebus apella pallidus
- Cebus libidinosus juruanus
- Cebus apella magnus

Os machos têm entre 37,5 e 45,5 cm de comprimento, com a cauda tendo entre 42,5 e 49 cm, e pesam entre 2,9 e 4,6 kg. As fêmeas são um pouco menores, tendo entre 39,5 e 40,9 cm, com uma cauda de até 42 cm, e pesam entre 1,3 e 3,4 kg. A coloração varia desde cinza-amarronzado até o marrom escuro. A testa é escura, mas não varia muito em indivíduos muito escuros, e pode ocorrer a presença de margens de cor branca na face, e uma faixa branca que vai desde a orelha aos olhos. Três formas de coloração são reconhecidas: na Colômbia, os indivíduos possuem coloração marrom avermelhado; no Peru, são uniformemente marrons, e no Brasil, marrom avermelhado. O topete é frequentemente ausente, principalmente nas populações do Peru.

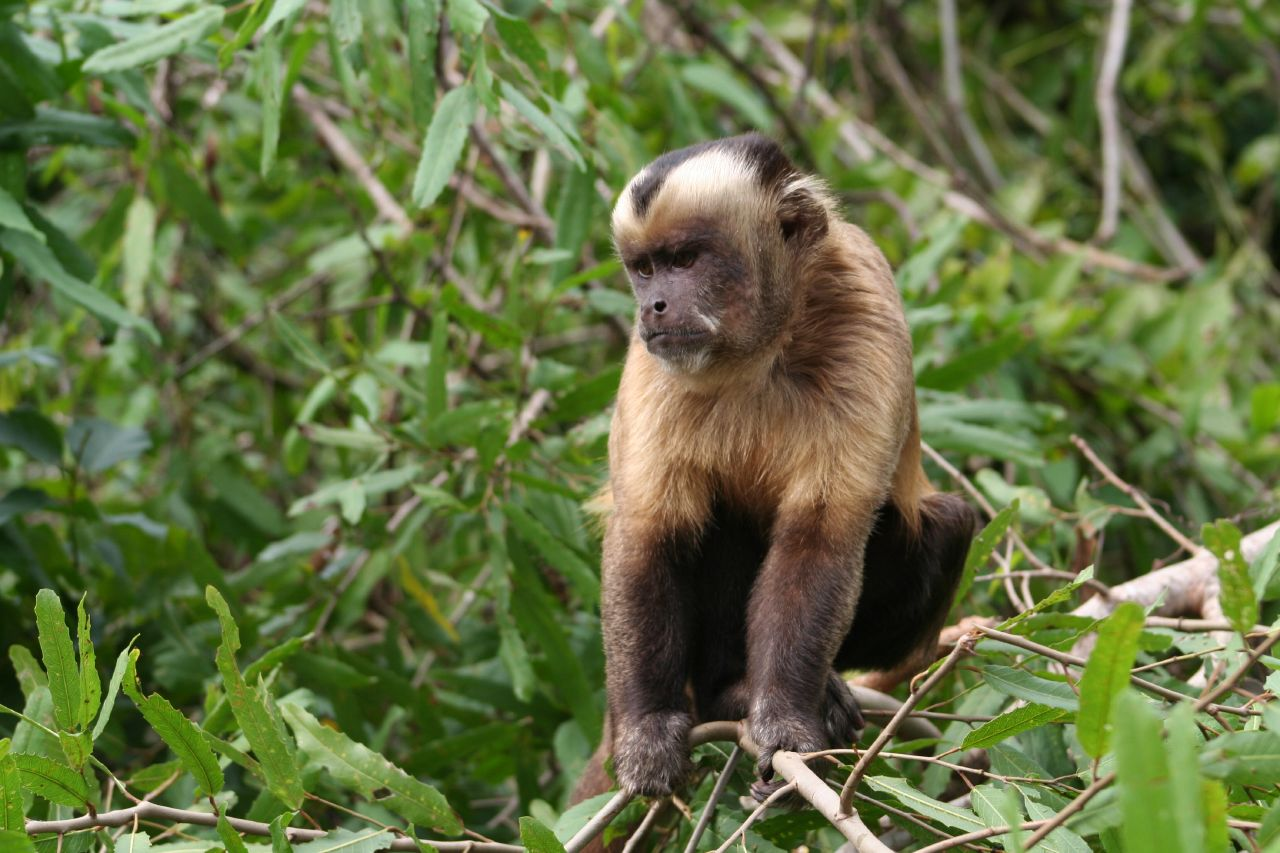
S. macrocephalus na Bolívia.

Alimenta-se de frutos, folhas, insetos e pequenos vertebrados. Frutos de plantas das famílias Moraceae e Arecaceae são particularmente importantes em sua dieta. Os grupos possuem entre 8 e 14 indivíduos, com um macho alfa e um ou mais machos subordinados, e quatro fêmeas adultas; e ocupam um território de cerca de 80 hectares. Passam cerca de 50% do tempo forrageando pequenos vertebrados, e costumam descansar entre 30 e 60 minutos ao meio-dia. A gestação dura cerca de 153 dias e o ciclo estral é de cerca de 22 dias.
É caçado e já foi extinto localmente em algumas regiões do Peru e Equador, mas possui distribuição ampla, e ocorre em muitas unidades de conservação remotas no oeste da Amazônia. Ocorre no Parque Nacional da Serra do Divisor, no Acre; no Parque Nacional de Manú, no Peru; no Parque Nacional Yasuni, no Equador; e no Parque Nacional Natural El Tuparro, na Colômbia. No Equador, é classificado como "quase ameaçado". A palavra Sapajus é um versão latinizada de uma palavra de origem tupi para os macacos-pregos.